# Onzato
Onzato (Onsàt in dialetto bresciano) è una frazione di Castel Mella, in provincia di Brescia, nell'hinterland meridionale della città.

## Origine del nome
Il toponimo “Onzato” deriva da “onés”, ontano comune, un albero autoctono, igrofilo, che veniva piantato lungo i fossi e le rogge e che in epoca preistorica era usato per impiantare palafitte nei terreni paludosi. Nell’economia campestre, il legno di ontàno era usato nei lavori di torno e scalpello, oltre a costituire un buon combustibile.
Di conseguenza, Onzato è stato prima usato col significato di "territorio coperto da boschetti di ontàni" e dopo di "borgo degli ontàni". 
Nel corso dei secoli, il "borgo degli ontàni" è stato chiamato in vari modi: Unsado (secolo XII), Onsadum de ultra Mellam (secolo XIII), Onsato oltre Mella (secolo XV), Onsado (secolo XVI), Onzato di Mella (secolo XVIII), Onzato Mella e Onzato (secolo XX)

## Territorio

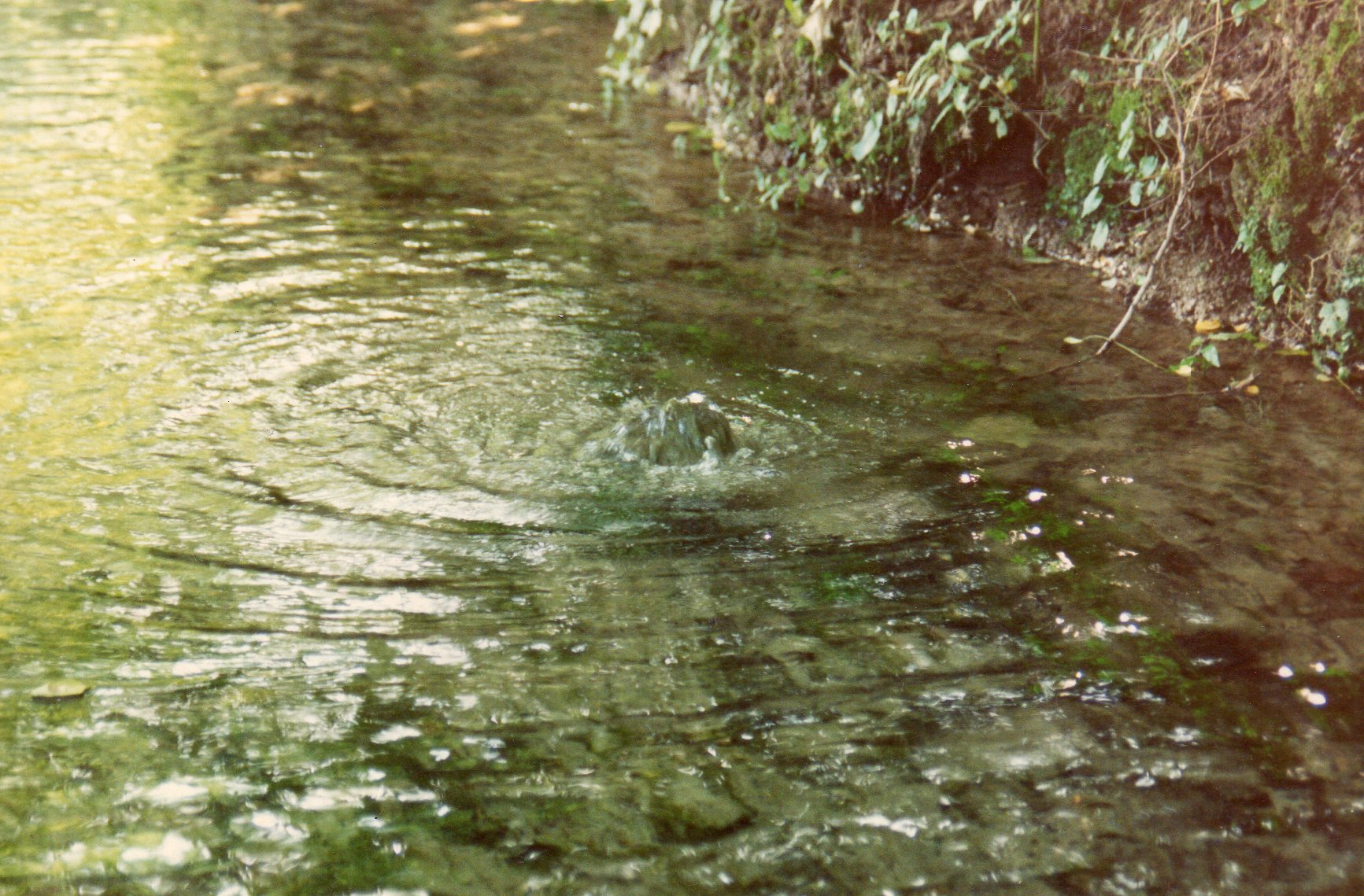
Acqua risorgiva di un fontanile onzatese

Il territorio di Onzato è delimitato a est dal fiume Mella, a nord dalla strada statale 235 di Orzinuovi, a ovest dalla roggia Mandolossa, a sud da Castel Mella. Si estende a cavallo tra l'alta e la bassa pianura padana, nella zona di affioramento dei fontanili, che danno origine a due rogge, la Bellina Piccola e la Bellina Grande. 

## Storia

### Età preistorica e celtica
Nel secondo millennio a.C., nel territorio di Onzato, si insediarono delle tribù preistoriche dell'età del Bronzo. In seguito, nel quarto secolo a. C., si stanziarono delle tribù celtiche di Galli Cenomàni .

### Età romana
Nel 97 a. C., Roma sconfisse i Galli Cenomàni. Brixia diventò prima colonia latina (89 a. C.) e poi colonia civica augustea (49 a. C.). 
Nel primo secolo a. C., al nono miglio da Brixia, Onzato si trasformò in un fiorente vicus romanus: un villaggio con villae rusticae (cascine di proprietari terrieri) e casae (casette di artigiani e lavoratori rurali), e un tempio campestre dedicato a Giunone.

Lo documenta ad abundatiam il ritrovamento di copiosi reperti romani: lucerne fittili, chiavi, stadere di bronzo, pendenti femminili, "contorniati", cippi miliari, are votive a Giove e Minerva, are funerarie di seviri augustali e tante, tantissime monete.

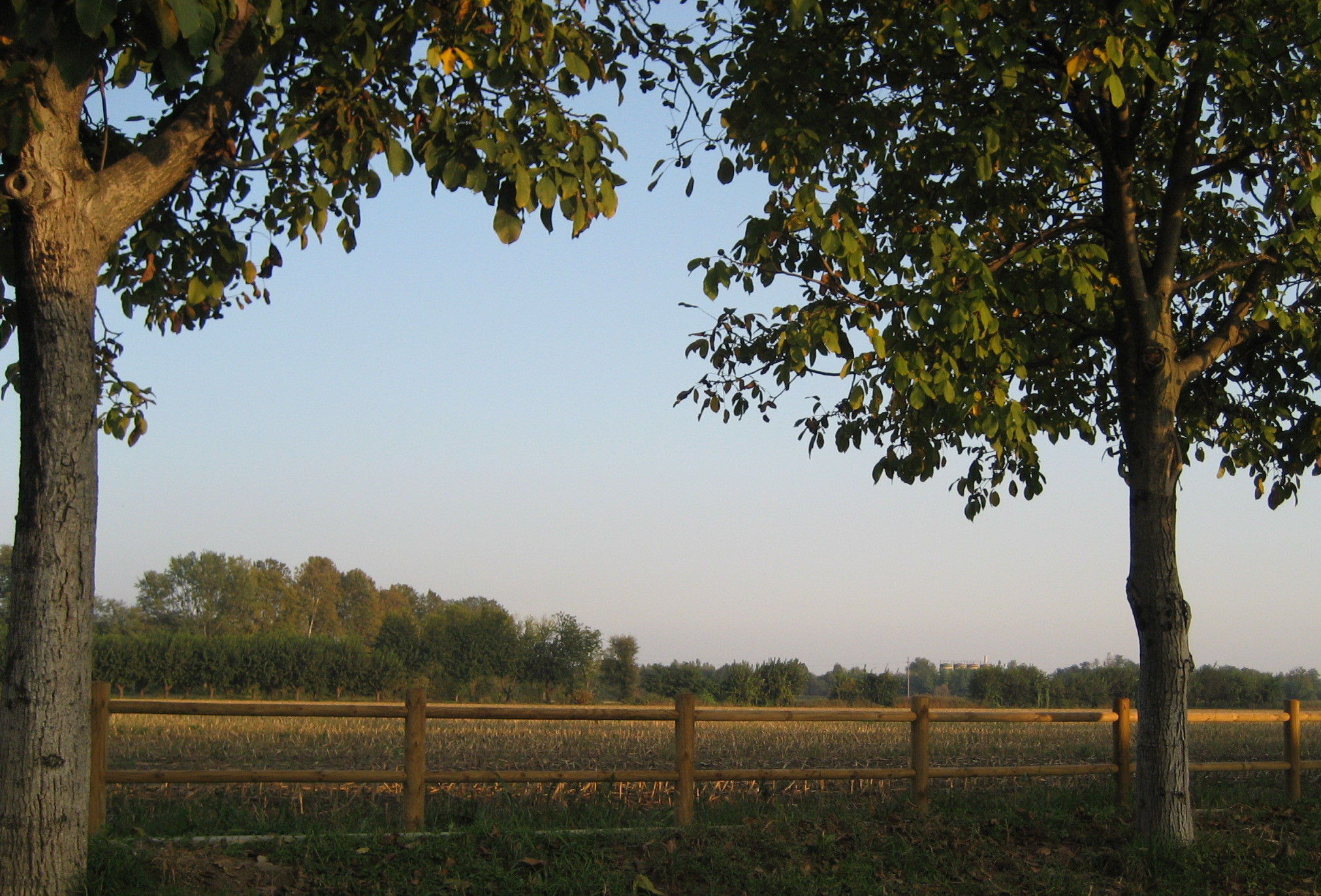
Campagna onzatese

 Tra il IV e il V secolo, a Brixia si diffuse il cristianesimo, che arrivò anche ad Onzato, dove sorsero due importanti luoghi di culto: in campagna, il tempio di Giunone si trasformò nel santuario della Madonnina del boschetto e nel borgo, all'interno di una villa rustica, nacque la chiesa paleocristiana degli Apostoli Pietro e Paolo.

### Basso Medioevo
Nel Basso Medioevo, Onzato si organizzò in Comune Rurale, un'istituzione tipica dell'Italia centro-settentrionale. Nella Terra Bresciana, nacque nei secoli XI/XII e fiorì fino alla fine del secolo XVIII. Il Comune Rurale era amministrato da un Console (assistito da un Campàro, un Massàro e un Cancelliere) e da una "Vicinìa" , l'assemblea dei capifamiglia originari (ne erano esclusi i "nobiles et cives" e i forestieri), che dettava le norme comunitarie.
Durante il governo di Pandolfo III Malatesta, Signore di Brescia dal 1404 al 1421, il Comune Rurale di Onzato conobbe un periodo di prosperità, sopravanzando per importanza parecchi borghi. Su una popolazione di un centinaio di anime, "in Onsado" c’erano ben otto famiglie nobili. Più che veri e propri nobili, erano dei notabili: famiglie cioè che primeggiavano per intraprendenza, agiatezza, maneggio delle armi. Paesi bresciani più popolosi – come Chiari, Palazzolo, Lonato – di famiglie nobili, ne avevano in minor numero o non ne avevano affatto.

### Dominazione Veneta
Ai Visconti di Milano (1337-1426), subentrò la Serenissimi Repubblica di Venezia, il cui dominio su Brescia si prolungò ininterrottamente dal 1426 al 1797. 
Nella sua plurisecolare dominazione, Venezia improntò sempre la sua politica al rispetto degli ordinamenti repubblicani di origine comunale, contrariamente ai precedenti governi signorili , autoritari ed accentratori. Di conseguenza, anche il Comune Rurale di Onzato mantenne la propria autonomia amministrativa.

### Età contemporanea
Il 1797 è un anno cruciale per Brescia: termina il dominio della Repubblica Veneta; dura lo spazio di pochi mesi la Repubblica Bresciana; si instaura la dominazione francese (1797-1814), seguita da quella austro-ungarica (1815-1859). Onzato venne aggregato a Castelnuovo Mella, perdendo la propria secolare autonomia amministrativa. 
Col Regno di Sardegna (1859-1861) e il Regno d'Italia (proclamato il 17 marzo 1861), Onzato diventò definitivamente una frazione del Comune di Castel Mella (così denominato dall'anno 1864, per decreto regio di Vittorio Emanuele II).

## Monumenti e luoghi di interesse
Sin dall'epoca romana, il territorio di Onzato è sempre stato ambito come residenza di campagna da chi abitava nella vicina città, per il paesaggio ubertoso allietato da fontanili e corsi d'acqua. Qui, alcune delle maggiori nobili famiglie bresciane hanno avuto ville e poderi.  Anche il monastero benedettino femminile dei Santi Cosma e Damiano, uno dei più importanti di Brescia, possedeva cascinali, fienili, broli, una fornace di laterizi, una caneva (trattoria) ed estesi terreni coltivabili. 

### La Torre della Terra di Onzato
In via Madonnina del boschetto, all’interno della cascina Taglietti, si erge la medievale Torre della Terra di Onzato, da cui le sentinelle sorvegliavano il territorio e quando avvistavano l’arrivo degli invasori, davano l’allarme alla gente nei campi affinché si mettesse al sicuro nei cascinali fortificati. 
Nella cascina sono visibili i segni delle trasformazioni che ha subito nel corso dei secoli. È nata come villa rustica romana (nel I secolo a.C.), è diventata curticella longobarda (nell’Alto Medioevo), si è trasformata in cascina fortificata (nel Basso Medioevo). E infine, ha preso l’aspetto attuale della cascina lombarda (nel Novecento).

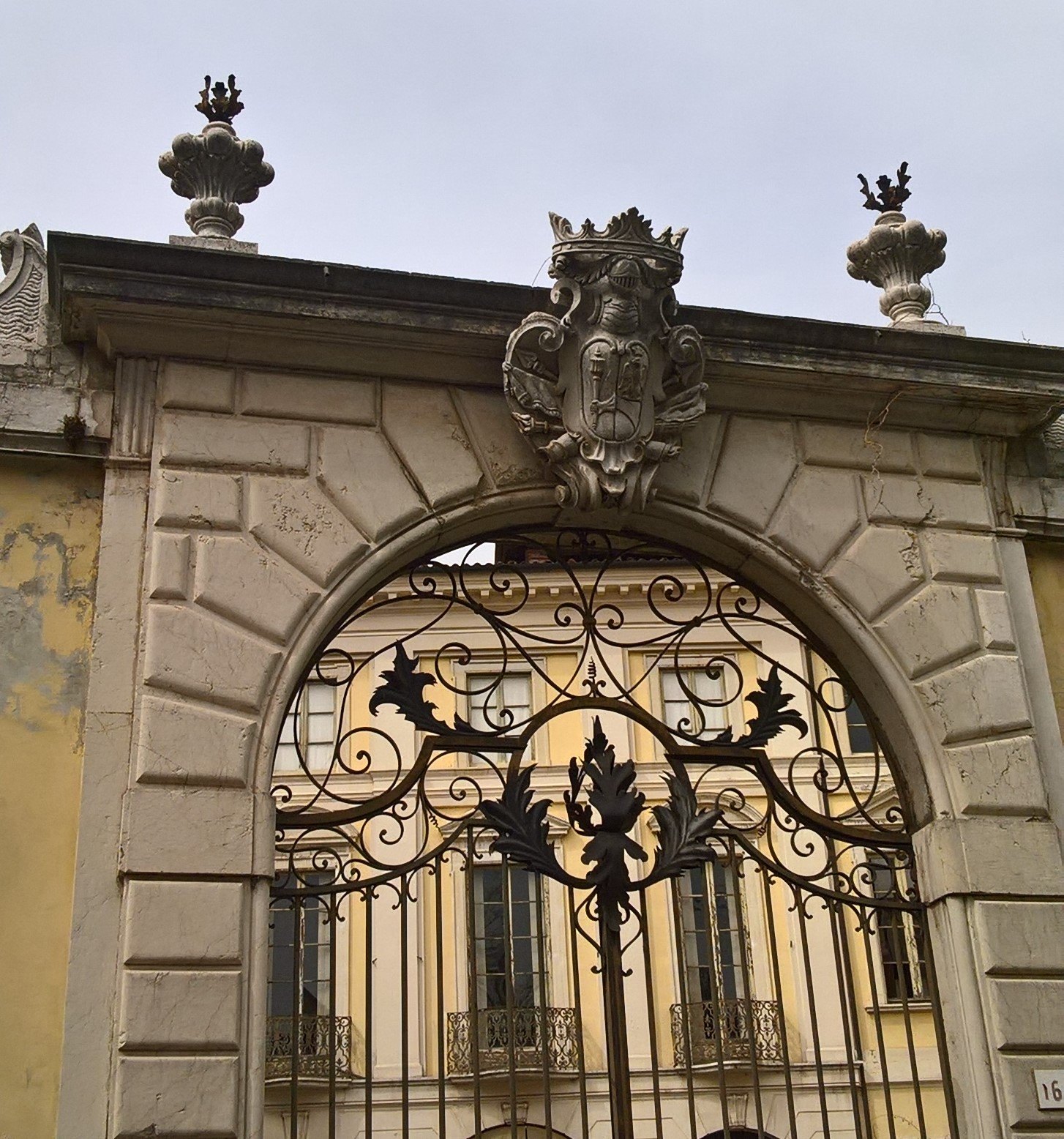
Stemma della nobile famiglia Fenaroli già Ferraroli, palazzo avito in Brescia, Contrada Santa Croce, n.16.

### Villa Fenaroli

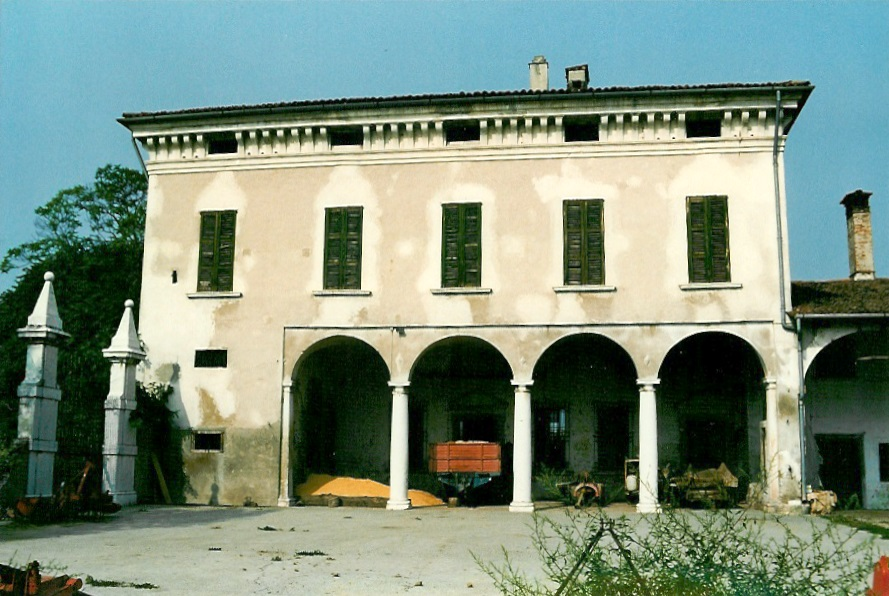
Villa della nobile famiglia Fenaroli, del ramo Corneto di Franciacorta

All'incrocio tra Via Onzato e Via Madonnina del boschetto, all’interno di una corte rustica, si erge la bella Villa Fenaroli, un’elegante dimora signorile di campagna, con porticato e brolo recintato, costruita nel Seicento. Ne è proprietaria da quattro secoli, la nobile famiglia Fenaroli, del ramo Corneto di Franciacorta. Villa Fenarolicon annessi rustici e brolo è tutelata dalla legge 1089/1939, dal Ministero per i Beni e le Attività Culturali.

### La Macina
In aperta campagna, c’è La Macina (La Màsnä, nella parlata locale), un tempo il Molino di Onzato”. Dagli estimi veneti settecenteschi, risulta che il notaio Faustino Salvi del fu Giovanni Battista, era proprietario del mulino a due ruote e della macina d’olio. Dunque, il toponimo La Macina significa che qui si macinava. Presso il mulino: le biade grosse (miglio, meliga, panìco, lupini) e le biade minute (frumento, orzo, avena, mais). Presso la macina d’olio: i semi di lino, i vinaccioli, le noci.
Oggi, La Masna  è un'osteria storica, fra le più antiche della Terra Bresciana, nota per i piatti della tradizione contadina. Durante la belle époque, in data 29 giugno 1903, una brigata di amici ha fatto murare, sulla facciata dell'osteria una lapide, per ricordare ai posteri le loro scampagnate alla Masna, dove, la domenica,  si ritrovavano per cacciare, pescare, e banchettare, per ritemprare l’anima e il corpo. Ma leggiamo la loro iscrizione goliardica:
Qui alla “Masna”
lieto teatro di loro domenicali
fraterni simposii
a ritempra
delle anime e dei corpi
alle lotte diuturne della vita
vollero i sottosegnati amici
porre questa memoria
a ricordo di loro cinegetiche
e piscatorie gesta
L’iscrizione è affiancata da due panoplie con gli attrezzi "cinegetici" (fucili da caccia) e "piscatori" (reti da pesca) e sottoscritta dai diciotto amici: Costa P., Zucchi C., Salce N., Sorsoli C., Chiogna A., Petruzzi G., Elia G., Fontana P., Chiesa F., Ercole C., Presenti G., Zigiotti E., Mino L., Chierini P., Rossi R., Botti G., Rolle G., Costioli G. -.

### Il santuario della Madonnina del boschetto
Il santuario della Madonnina del boschetto  sorge in un luogo considerato sacro prima dai Celti (dal IV secolo a.C.), poi dai Romani (dal I secolo a. C.) e infine dai Cristiani (dal IV secolo). 
L’attuale chiesa, di stile barocchetto lombardo, è stata costruita negli anni 1730-1737 dall’architetto comasco Antonio Corbellini di Pellio Superiore, in Valle d’Intelvi, lo stesso della chiesa parrocchiale dei santi Siro e Lucia di Castel Mella.
Ha tre altari. L’altare maggiore, ornato da un incantevole affresco cinquecentesco con la Natività di Gesù, di un Maestro della Scuola Bresciana del Cinquecento (sono stati fatti i nomi del Romanino, 1484-1566 o del Moretto, 1498-1554). L’altare di sant’Anna, con una pala settecentesca del pittore bresciano Antonio Moretti, donato dalla munificenza di Antonio Savoldi, Cavaliere del Sacro Romano Impero, ricordato in un'epigrafe marmorea sul lato destro dell’altare. L’altare degli Apostoli Pietro e Paolo, al quale gli Onzatesi d’antico ceppo sono molto affezionati perché conserva una pala cinquecentesca con Sacra conversazione dei santi Pietro e Paolo con la Madonna e il Bambino, di autore ignoto. Questa pala è l’unica reliquia sopravvissuta della millenaria pieve paleocristiana omonima, che sorgeva in mezzo alla Contrada di Onzato, chiusa al culto solo nel 1927, da parte dell'arciprete Giuseppe Brescianini.
Il santuario è adorno di pregevoli opere d’arte: alle pareti, diversi quadri settecenteschi sulla Passione di Gesù, di autore ignoto; sulla controfacciata, una grande tela settecentesca dal titolo In splendoribus Sanctorum, con una Sacra conversazione di Maria e Gesù adolescente con santi, di autore ignoto; sul soffitto, due affreschi novecenteschi del pittore Giuseppe Riva da Bergamo, con l'Incoronazione di Maria e l'Assunzione di Maria in cielo; all’altare maggiore, il tabernacolo rivestito di un bronzo dorato, opera dello scultore Federico Severino da Brescia, con il Cristo risorto.

### Il camposanto
Fino all’obbligo napoleonico di spostare i cimiteri fuori dai centri abitati, i morti si seppellivano sul sagrato: davanti alla chiesa dei santi Siro e Lucia, quelli di Castelnuovo e davanti alla chiesa degli apostoli Pietro e Paolo, quelli di Onzato. Nel 1813, nella campagna di Onzato, è stato inaugurato il nuovo camposanto. Da allora, tutti i morti della comunità riposano qui, nell’unico cimitero del paese. La parte più antica (che si trova a sinistra dell'entrata principale) è il cosiddetto camposanto degli innocenti, riservato ai bambini morti in tenera età, e perciò innocenti. Al centro, c’è la cappella dei sacerdoti defunti, con le epigrafi dei parroci un tempo sepolti sotto il pavimento della chiesa parrocchiale.

## Manifestazioni

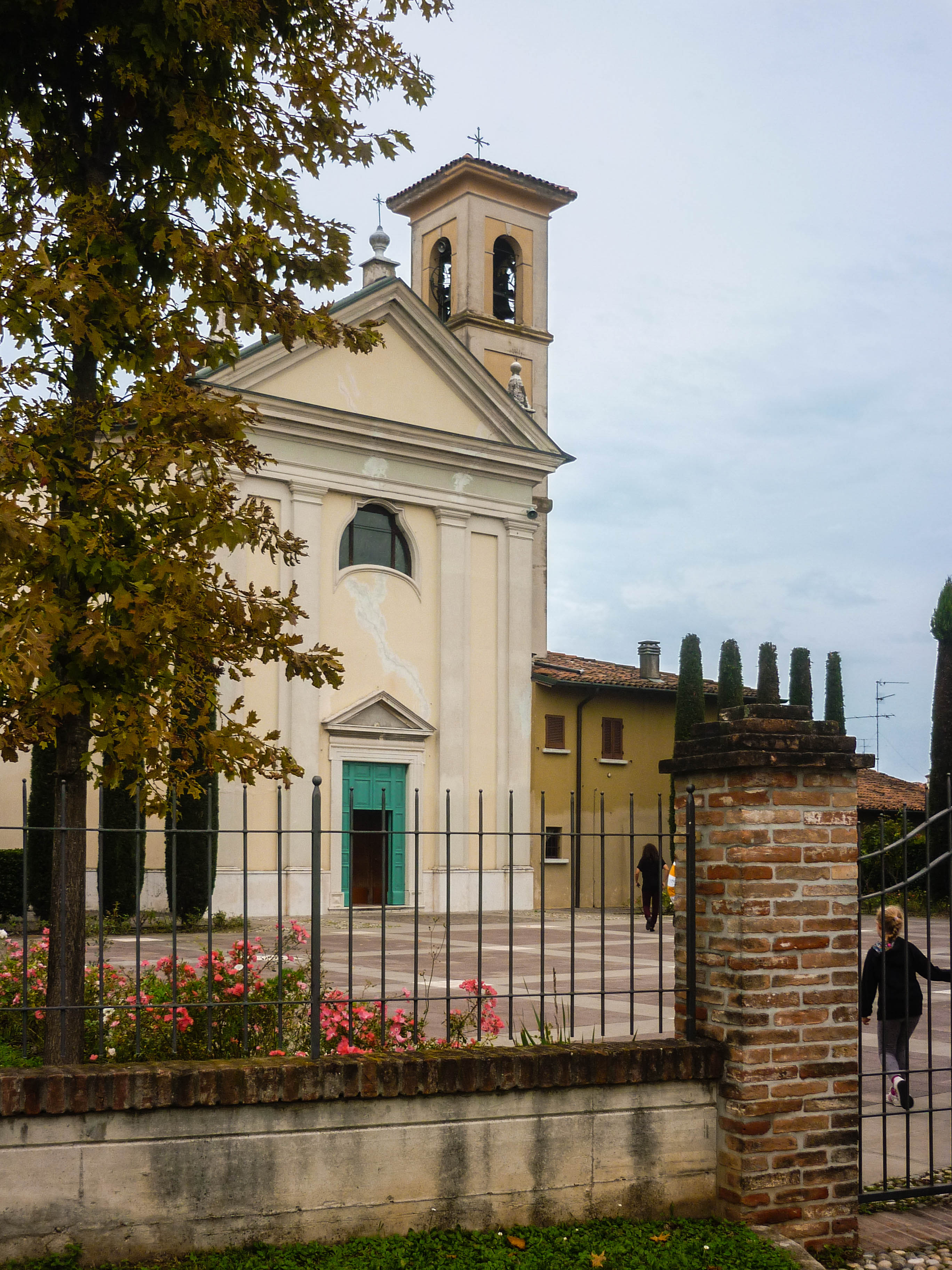
Santuario della Madonnina del boschetto

La più importante manifestazione è la festa della Natività di Maria, che cade l'8 di settembre. Per l'occasione, si svolge una sagra paesana che dura un'intera settimana.
Durante il "Palio delle Contrade" di Castel Mella, nato nell'autunno del 1996, Onzato gareggia sotto le insegne "verde ontano" della Contrada della Madonnina del boschetto, e ne detiene il primato di vittorie.

## Curiosità

### Ruggine secolare
Tra Onzato e Castel Mella, esiste una ruggine secolare, che ha origine dal fatto che "il borgo degli ontani",' nato per primo, è stato in seguito fagocitato dal "borgo sulle rive della Mella", venuto alla luce dopo, molto tempo dopo. Basti pensare alla cosiddetta "guerra della Messa". Una guerra legale in piena regola, durata tre secoli, dal XVI al XIX, per vedersi riconosciuto il diritto di celebrare nelle chiese di Onzato (la pieve degli Apostoli Pietro e Paolo e il santuario della Madonnina del boschetto) la metà delle Messe (i due Comuni Rurali, pur autonomi, facevano parte della medesima parrocchia di san Siro). Naturalmente, la vittoria finale arrise agli Onzatesi.

### Un'antica famiglia romana
Nel I secolo a.C., Onzato era un fiorente villaggio romano. Lo attestano i numerosi reperti rinvenuti c/o il santuario della Madonnina del boschetto e la pieve degli Apostoli Pietro e Paolo. Sono documentati un cittadino romano, due seviri augustali e i coniugi Sìntrofo e Agateméride, i cui nomi sono scolpiti nella pietra funeraria. Lui, Sìntrofo (dal cognomen che significa "fratello di latte") era un liberto, originario della Grecia, che da buon cittadino partecipava alla vita pubblica della vicina Brixia sia come membro del collegio dei Seviri Augustali (addetto al culto del genius dell’imperatore) sia come decurione del Senato Bresciano. Lei, Agateméride (dal cognomen che significa "buona e mite") e, forse per questo, era moglie carissima.

### Onsadum nel vithexeto
Nel basso medioevo, subentrando ai diritti del Vescovo, il Comune di Brescia estese il suo dominio sul vithexeto, in contratis de la Mellam, a Cobiado inferius usque ad Onsadum de ultra Mellam. Col termine insolito vithexeto, si indicavano le contrade lungo la Mella – dalla Val Trompia (Collebeato) alla pianura (Onzato oltre Mella), che comprendevano non solo il corso del fiume (greto, argini, rive) ma anche i terreni adiacenti (boschivi, prativi, arativi, vitati, ghiaiosi, paludosi, incolti). Terreni su cui il Comune Bresciano procedeva alla locazione e alla investitura “ad rectum livellum”  (con un equo contratto agrario).

### La piazza d’Onsàto
Nel 1693, un erudito bresciano, Fortunato Vinaccesi, visitò Onzato e annotò: «Alla Piazza d’Onsàto, in un pezzo di colonna, ho visto l’iscrizione latina mutila:  All’Imperatore Costantino il Grande e ai tre Signori Nostri Cesari. Al nono miglio.»
A tre secoli di distanza, non è agevole individuare tale piazzetta (chiamarla piazza è un po' esagerato). Per farlo, bisogna por mente a com'era il borgo d'Onzato nel Seicento. Allora, davanti alla chiesa matrice dei santi Pietro e Paolo, c’era il sagrato / camposanto. E davanti a quello, passava la strada che - in quel punto - si allargava a formare la "piazza d’Onsato", dove Vinaccesi vide il cippo miliare romano, con l’iscrizione gratulatoria e l’indicazione della distanza di Onzato da Brixia, nove miglia romane. Oggi, l’antichissima chiesa dei santi Pietro e Paolo, chiusa al culto nel 1927, è stata trasformata prima nell'Osteria San Pietro e poi in abitazione privata, al civico 14 di Via Onzato.

### Un nodaro in Onsato di Mella
Risiedeva al Molino di Onzato (attuale la Màsnä), dove era proprietario del mulino a due ruote e della macina d’olio, dati in gestione a un affittuario. Di professione, lui era notaio, l’unico notaio della storia onzatese. Dall’Archivio Notarile di Brescia è noto che «Salvi Faustino quondam Gio. Batta, nodaro in Onsato di Mella, ha rogato dal 1751 al 1807».